# 효덕초등학교
효덕초등학교는 대한민국 경기도 평택시에 있는 공립 초등학교이다.

## 학교 연혁
- 1948.05.01 고덕국민학교 분교장 4학급
- 1954.04.01 효덕초등학교 개교(6학급)
- 1981.03.09 병설유치원 1학급 인가
- 2007.03.01 특수학급 1학급 인가
- 2015.02.13 제61회 졸업(졸업생 총 5,520명)
- 2015.03.01 20학급 편성, 특수학급 1학급, 유치원 3학급
- 2015.03.01 제18대 김노식 교장 부임